# Копек Мерген, Ата
Ата Копек Мерген (туркм. Ata Köpek Mergen; иногда Копекмерген, Копек-Мерен, Копек Мергенов; 1898—1981) — туркменский народный балагур, шутник, юморист

, писатель

 XX века.
Обращался к темам и проблемам сельской жизни, взаимоотношений людей в советский период (а во время правления С. А. Ниязова ему приписывались анекдоты, сочинённые, вероятно, другими людьми). Сотрудничал в журнале «Токмак». Его именем названы улицы в городах Ашхабад и Мары. Шутки Аты Копек Мергена были помещены в книги и переведены на русский язык (сборник «Точка зрения»). Является автором книг «Вывернутый колодец», «Корова, баран, пчела… Я люблю их».
Ему посвящён очерк А. И. Аборского «Moжeт быть, oн пoслeдний».